# フロムエース (尼野ゆたか)
『フロムエース』（From Anime Shop）は、著者・尼野ゆたか、イラスト・瑠奈璃亜のライトノベルで、富士見ファンタジア文庫（富士見書房）より2012年10月から刊行されている。舞台になるアニメショップとらのまき庵波店は、実在するとらのあななんば店がモデルである。作中の多くに、ネット用語や他のライトノベル作品のパロディ的要素も散りばめられている。
登場人物達の名前は、近畿圏の地名が由来になっている。

## あらすじ
クラスメイトの美少女・天賀佐希の胸を触ってしまったという弱みを握られた主人公の庫川武詞はアニメショップのバイトに駆り出されることとなる。

## 登場人物
庫川 武詞（くらかわ たけし）
アニメショップとらのまき庵波店で、アルバイトをすることになった稲野大学付属高校の3年生。
天賀 佐希（あまが さき）
アニメショップとらのまき庵波店のライトノベル担当。武詞のクラスメイトで彼をアルバイトに誘った人物である。
鳥居 一乃（とりの いちの）
アニメショップとらのまき庵波店のメディア商品（CD/DVD）担当であり、本人はアニソンマニアでもある。
伏山 桃見（ふしやま ももみ）
アニメショップとらのまき庵波店の店長。
丹波 観月（たんば みつき）
アニメショップとらのまき庵波店の店員。店長の補佐役である。
朝霧 舞子（あさぎり まいこ）
アニメショップとらのまき庵波店の女性向け担当。
河内 園花（かわうち そのこ）
アニメショップとらのまき庵波店のアルバイト店員で高校1年生。
木津 藍那（きづ あいな）
主人公の幼馴染。

## 既刊一覧
- 尼野ゆたか（著）・瑠奈璃亜（イラスト）、富士見書房〈富士見ファンタジア文庫〉、既刊2巻（2013年2月20日現在）
  - 『フロムエース1 可愛すぎるクラスメイトとバイトするんだけど、何か質問ある?』、2012年10月20日発売[1]、ISBN 978-4-8291-3810-6
  - 『フロムエース2 可憐すぎる幼馴染みとホテルに行くんだけど、何か質問ある?』、2013年2月20日発売[3]、ISBN 978-4-8291-3855-7